# Coppa del mondo di arrampicata 2001
La Coppa del mondo di arrampicata 2001 si è disputata dal 30 giugno al 16 novembre, nelle tre specialità lead, boulder e speed.

## Classifica maschile

### Generale
| Pos. | Atleta            |
| ---- | ----------------- |
| 1    | Alexandre Chabot  |
| 2    | Serik Kazbekov    |
| 3    | Kilian Fischhuber |

### Lead
| Pos.                                                                        | Atleta                   | FRA      | ITA      | ITA     | MAS         | SLO | Punti |
| --------------------------------------------------------------------------- | ------------------------ | -------- | -------- | ------- | ----------- | --- | ----- |
| 1                                                                           | Alexandre Chabot         | 1        | 1        | 3       | 1           | 4   | 420   |
| 2                                                                           | Gérome Pouvreau          | 6        | 3        | 2       | 3           | 5   | 308   |
| 3                                                                           | Tomás Mrázek             | 15       | 13       | 1       |             | 1   | 248   |
| 4                                                                           | Serik Kazbekov           | 2        | 6        | 8       | 8           | 11  | 238   |
| 5                                                                           | François Auclair         | 4        | 2        | 10      | 11          | 23  | 208   |
| 6                                                                           | Cristian Brenna          | 5        | 4        | 18      | 6           | 14  | 193   |
| 7                                                                           | Maksym Petrenko          | 13       | 31       | 10      | 4           | 3   | 180   |
| 8                                                                           | Ramón Julián Puigblanque | 11       | 10       | 6       | 7           | 14  | 179   |
| 9                                                                           | Christian Bindhammer     | 11       | 26       | 25      | 2           | 7   | 165   |
| 10                                                                          | Evgeny Ovchinnikov       | 2        | 18       | 15      | 9           |     | 155   |
| \| Legenda \| 1º posto \| 2º posto \| 3º posto \| A punti \| Senza punti \| |                          |          |          |         |             |     |       |
| Legenda                                                                     | 1º posto                 | 2º posto | 3º posto | A punti | Senza punti |     |       |

### Boulder
| Pos.                                                                        | Atleta                 | FRA      | FRA      | GER     | ITA         | GBR | Punti |
| --------------------------------------------------------------------------- | ---------------------- | -------- | -------- | ------- | ----------- | --- | ----- |
| 1                                                                           | Jérôme Meyer           | 1        | 3        | 3       | 1           | 3   | 395   |
| 2                                                                           | Mauro Calibani         | 2        | 5        | 6       | 3           | 1   | 343   |
| 3                                                                           | Daniel Andrada Jimenez | 12       | 1        | 1       | 2           | 12  | 336   |
| 4                                                                           | Tomasz Oleksy          | 4        | 6        | 2       | 5           | 22  | 242   |
| 5                                                                           | Frédéric Tuscan        | 6        | 2        | 8       | 8           | 10  | 241   |
| 6                                                                           | Salavat Rakhmetov      | 5        | 7        | 4       | 7           | 8   | 232   |
| 7                                                                           | Christian Core         | 23       | 11       | 10      | 4           | 2   | 208   |
| 8                                                                           | Julien Meral           | 9        | 25       | 11      | 15          | 9   | 133   |
| 9                                                                           | Jean Baptiste Jourjon  | 26       | 4        | 9       | 19          |     | 111   |
| 10                                                                          | Stephane Julien        | 16       | 14       | 5       | 19          |     | 109   |
| \| Legenda \| 1º posto \| 2º posto \| 3º posto \| A punti \| Senza punti \| |                        |          |          |         |             |     |       |
| Legenda                                                                     | 1º posto               | 2º posto | 3º posto | A punti | Senza punti |     |       |

### Speed
| 1                                                                           | Maksym Styenkovyy              | 1        | 100      |         |             |
| 2                                                                           | Alexandre Chaoulsky            | 2        | 80       |         |             |
| 3                                                                           | Alexander Peshekhonov          | 3        | 65       |         |             |
| 4                                                                           | Vladimir Netsvetaev            | 4        | 55       |         |             |
| 5                                                                           | Alexei Gadeev                  | 5        | 51       |         |             |
| 6                                                                           | Vladislav Baranov              | 6        | 47       |         |             |
| 7                                                                           | Firmansyah Toni                | 7        | 43       |         |             |
| 8                                                                           | Iakov Soubbotine               | 8        | 40       |         |             |
| 9                                                                           | Daniil Kozmine                 | 9        | 37       |         |             |
| 10                                                                          | Alexandre Sergeyev (Liachenko) | 10       | 34       |         |             |
| \| Legenda \| 1º posto \| 2º posto \| 3º posto \| A punti \| Senza punti \| |                                |          |          |         |             |
| Legenda                                                                     | 1º posto                       | 2º posto | 3º posto | A punti | Senza punti |

## Classifica femminile

### Generale
| Pos. | Atleta                            |
| ---- | --------------------------------- |
| 1    | Sandrine Levet                    |
| 2    | Martina Cufar                     |
| 3    | Elena Choumilova Annatina Schultz |

### Lead
| Pos.                                                                        | Atleta              | FRA      | ITA      | ITA     | MAS         | SLO | Punti |
| --------------------------------------------------------------------------- | ------------------- | -------- | -------- | ------- | ----------- | --- | ----- |
| 1                                                                           | Muriel Sarkany      | 2        | 2        | 1       | 1           | 2   | 440   |
| 2                                                                           | Martina Cufar       | 1        | 3        | 3       | 4           | 1   | 385   |
| 3                                                                           | Sandrine Levet      |          | 1        | 2       | 2           | 9   | 297   |
| 4                                                                           | Annatina Schultz    | 14       | 8        | 7       | 3           | 4   | 227   |
| 4                                                                           | Bettina Schöpf      | 7        | 6        | 6       | 7           | 6   | 227   |
| 6                                                                           | Natalija Gros       | 5        | 5        | 8       | 6           | 11  | 220   |
| 7                                                                           | Damaris Knorr       | 12       | 10       | 9       | 14          | 7   | 166   |
| 7                                                                           | Jenny Lavarda       | 11       | 21       | 5       | 8           | 10  | 166   |
| 9                                                                           | Chloé Minoret       | 40       | 16       | 4       | 23          | 3   | 148   |
| 10                                                                          | Elena Ovtchinnikova | 3        | 4        | 19      |             |     | 134   |
| \| Legenda \| 1º posto \| 2º posto \| 3º posto \| A punti \| Senza punti \| |                     |          |          |         |             |     |       |
| Legenda                                                                     | 1º posto            | 2º posto | 3º posto | A punti | Senza punti |     |       |

### Boulder
| Pos.                                                                        | Atleta           | FRA      | FRA      | GER     | ITA         | GBR | Punti |
| --------------------------------------------------------------------------- | ---------------- | -------- | -------- | ------- | ----------- | --- | ----- |
| 1                                                                           | Sandrine Levet   | 2        | 1        | 1       | 1           | 1   | 480   |
| 2                                                                           | Myriam Motteau   | 1        | 7        | 2       | 6           | 6   | 317   |
| 3                                                                           | Corinne Theroux  | 12       | 2        | 6       | 4           | 4   | 265   |
| 4                                                                           | Elena Choumilova | 7        | 5        | 3       | 2           |     | 239   |
| 5                                                                           | Olga Bibik       | 4        | 3        | 12      | 3           |     | 213   |
| 6                                                                           | Emilie Pouget    | 10       | 8        | 4       | 10          | 9   | 200   |
| 7                                                                           | Nataliya Perlova | 19       | 9        | 7       | 7           | 8   | 177   |
| 8                                                                           | Nicola Haager    | 11       | 11       | 10      | 12          | 18  | 140   |
| 9                                                                           | Renata Piszczek  | 9        | 4        |         |             | 7   | 135   |
| 10                                                                          | Leire Aguirre    | 8        | 20       | 11      |             | 5   | 134   |
| \| Legenda \| 1º posto \| 2º posto \| 3º posto \| A punti \| Senza punti \| |                  |          |          |         |             |     |       |
| Legenda                                                                     | 1º posto         | 2º posto | 3º posto | A punti | Senza punti |     |       |

### Speed
| 1                                                                           | Olga Zakharova        | 1        | 100      |         |             |
| 2                                                                           | Agung Ethi Hendrawati | 2        | 80       |         |             |
| 3                                                                           | Zosia Podgorbounskikh | 3        | 65       |         |             |
| 4                                                                           | Svetlana Sutkina      | 4        | 55       |         |             |
| 5                                                                           | Yuyun Yuniar          | 5        | 51       |         |             |
| 6                                                                           | Olesya Saulevich      | 6        | 47       |         |             |
| 7                                                                           | Mayya Piratinskaya    | 7        | 43       |         |             |
| 8                                                                           | Anna Stenkovaya       | 8        | 40       |         |             |
| 9                                                                           | Shun-Yuk Choi         | 9        | 37       |         |             |
| 10                                                                          | Joung-Mi Kim          | 10       | 34       |         |             |
| \| Legenda \| 1º posto \| 2º posto \| 3º posto \| A punti \| Senza punti \| |                       |          |          |         |             |
| Legenda                                                                     | 1º posto              | 2º posto | 3º posto | A punti | Senza punti |